# De contemptu mundi

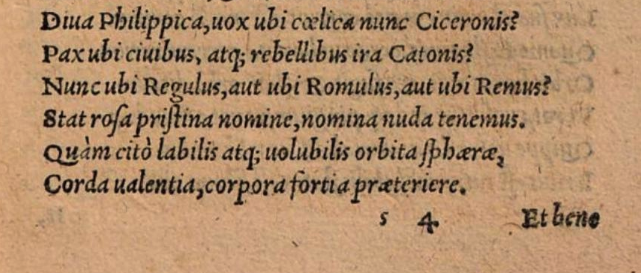
Extrait d'une page manuscrite du poème De Contemptu Mundi

De contemptu mundi (sur le Mépris du Monde) est l'opus magnum de Bernard de Morlaix (plus connu comme Bernard de Cluny, vers 1100-1140). Ce poème latin de près de trois mille vers écrit au XIIe siècle décrit les défaillances morales observées par le moine dans l'ensemble de la société, y compris le Saint-Siège. Pour cette raison, il a d'abord été imprimé par Matthias Flacius Illyricus dans son De corrupto Ecclesiae statu (Bâle, 1557) comme l'un des témoins de la vérité, ou des témoins de la corruption profonde de la société médiévale et de l'Église, et a souvent été réimprimé par les Protestants au cours des XVIIe et XVIIIe siècles.

## Thèmes
Cette adaptation chrétienne des Satires de Juvénal ne procède pas de manière ordonnée contre les vices et les folies de son âge. On a fait remarquer que Bernard navigue entre deux sujets principaux: le caractère éphémère de tous les plaisirs matériels et la permanence des joies spirituelles, les mêmes thèmes qu'un traité du même nom beaucoup plus ancien de Eucher de Lyon, que Érasme avait édité et republié à Bâle en 1520.
Ses images hautement travaillées du ciel et de l'enfer ont probablement été connues de Dante; le froid brûlant, le feu glacial, le ver dévorant, les flots ardents, et encore la glorieuse idylle de l'Âge d'or et les splendeurs du royaume céleste sont formulés dans une diction qui s'élève parfois à la hauteur du génie de Dante. L'énormité du péché, le charme de la vertu, la torture d'une mauvaise conscience, la douceur d'une vie respectueuse de Dieu alternent avec le ciel et l'enfer comme thèmes de son majestueux dithyrambe. Il revient encore et encore sur la méchanceté de la femme (une des mises en accusation les plus féroces des six), les maux du vin, de l'argent, du savoir, du parjure, des devinettes, etc. Ce maître d'une latinité élégante, énergique et abondante ne peut trouver des paroles assez fortes pour exprimer sa rage prophétique face à l'apostasie morale de sa génération. Les évêques juvéniles et simoniaques, les agents oppressifs des corporations ecclésiastiques, les officiers de la cour, légat papal et le pape lui-même ne sont pas traités avec moins de sévérité qu'à Dante ou sur les sculptures de la cathédrale médiévale.
La première moitié du XIIe siècle a vu l'apparition de plusieurs nouveaux facteurs de laïcité inconnus à une époque plus ancienne et plus simplement religieuse, l'augmentation du commerce et de l'industrie résultant des Croisades, l'indépendance croissante des villes médiévales, la sécularisation de la vie Bénédictine; le développement de l'apparat et du luxe dans un monde féodal jusqu'ici grossier, la réaction du terrible conflit entre l'État et l'Église dans la seconde moitié du XIe siècle. Le chant du Clunisien est un grand cri de douleur arraché à une âme profondément religieuse et même mystique à la première prise de conscience d'un nouvel ordre d'idéaux et d'aspirations humaines. Le poète-prédicateur est aussi un prophète; L'Antéchrist dit-il, est né en Espagne; Élie est revenu à la vie en Orient. Les derniers jours sont proches, et il appartient au vrai chrétien de se réveiller et de se préparer à la dissolution d'un ordre devenu intolérable, dans lequel la religion elle-même est désormais représentée par le cant et l'hypocrisie.

## Structure
La métrique  de ce poème n'est pas moins remarquable que sa diction; c'est un hexamètre dactylique en trois sections, avec la césure essentiellement bucolique seule, avec des rimes à queue et une rime léonine féminine entre les deux premières sections; Les versets sont techniquement connus sous le nom de leonini cristati trilices dactylici et sont si difficiles à construire en quantité que l'écrivain invoque l'inspiration divine (l'impulsion et l'influx de l'esprit de sagesse et de compréhension) comme le principal agent dans l'exécution d’un effort de ce genre aussi étendu. Le poème commence ainsi:
Voici la dernière heure, les temps sont mauvais, soyons vigilants! 
Le Juge suprême approche, redoutable
Il arrive, il arrive, pour en finir avec le mal, couronner la justice
Récompenser la droiture, libérer de l’inquiétude, donner le ciel
C'est, en effet, un vers solennel et majestueux, riche et sonore, qui n’est pas pour autant censé être lu en une seule séance, au risque de saturer l'appétit. 
Bernard de Cluny est un écrivain érudit, et son poème laisse une excellente impression de la culture latine des monastères bénédictins du XIIe siècle et du catholicisme en France en général.